# Edvin Janse
Artur Edvin Johannesson Janse, född 16 februari (eller 6 februari) 1879 i Sköns församling i Medelpad, död 18 mars 1932 i Hedvig Eleonora församling i Stockholm, var en svensk skådespelare, operettsångare och teaterdirektör.
Efter att huvudsakligen turnerat i landsorten, bland annat under Anna Lundberg, kom Janse till Stockholm 1907 där han arrangerade och framträdde i flera kabaréer, bland annat tillsammans med sångerskan Elly Svahn som han även turnerade med i landet.
År 1922 blev han ledare för Casinoteatern i Stockholm och inledde säsongen med revyn "Kungen av Anti-Alkoholien" av Bror Abelli, även han bördig från Sundsvallstrakten. Samma år gifte sig Janse med Thyra Nilsson som kom att dela arbetet som teaterdirektör. År 1925 övertog han friluftsscenerna i Vitabergsparken och Tantolunden, och från 1928 ansvarade han för Mosebacketeatern.
Makarna Janse är gravsatta på Norra begravningsplatsen utanför Stockholm.

## Teater

### Regi (ej komplett)
| År   | Produktion           | Upphovsmän            | Teater                |
| ---- | -------------------- | --------------------- | --------------------- |
| 1925 | Gubbar på friarstråt | Jan(Edvin Janse)-Gran | Söders friluftsteater |